# Angiopteris evecta
Angiopteris evecta (G.Forst.) Hoffm. è una felce della foresta pluviale appartenente alla famiglia delle Marattiaceae, originaria della maggior parte del Sud-est asiatico e dell'Oceania. La sua storia risale a circa 300 milioni di anni fa e si ritiene che abbia le fronde più lunghe tra tutte le felci del mondo.

## Descrizione

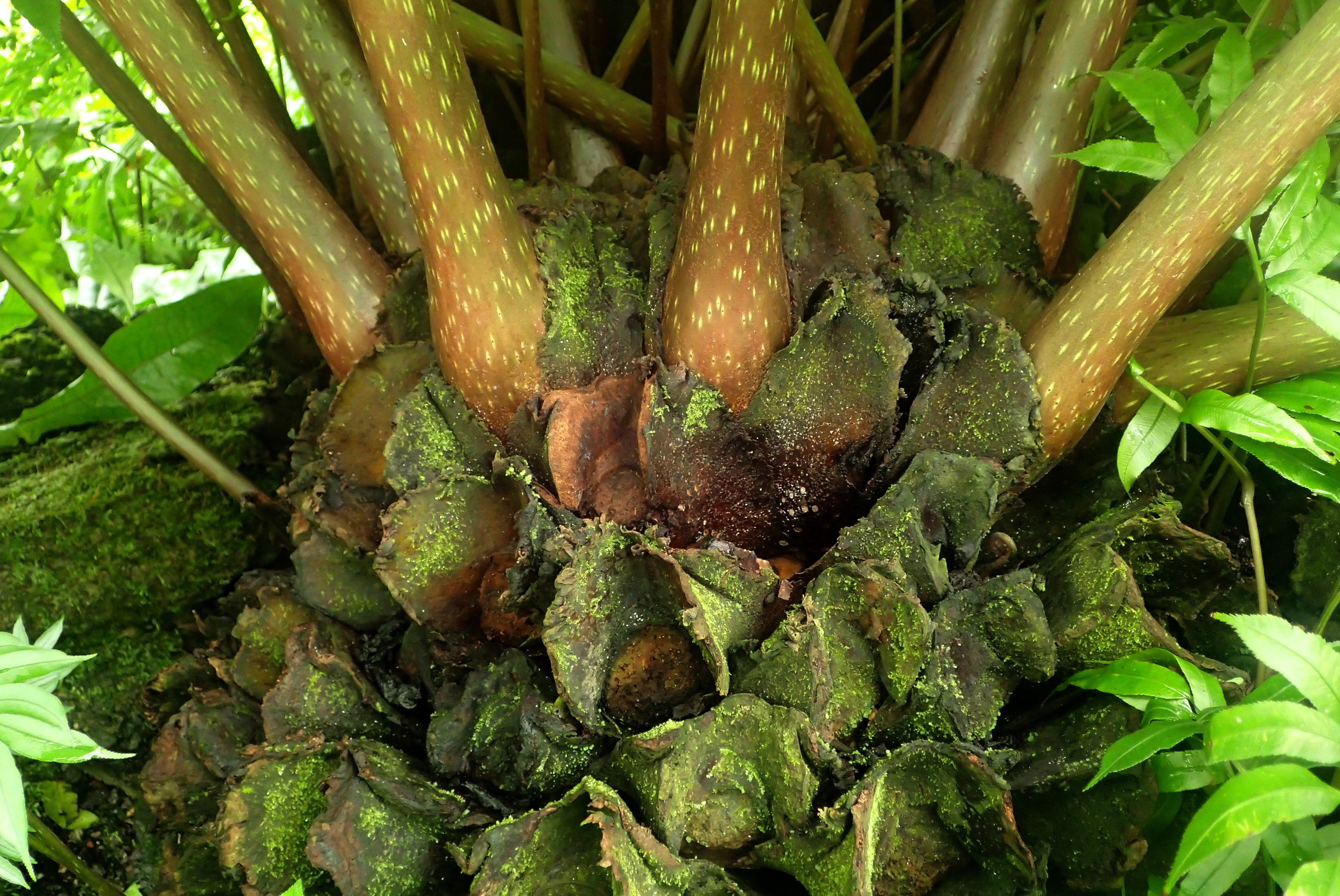
Rizoma di A. evecta

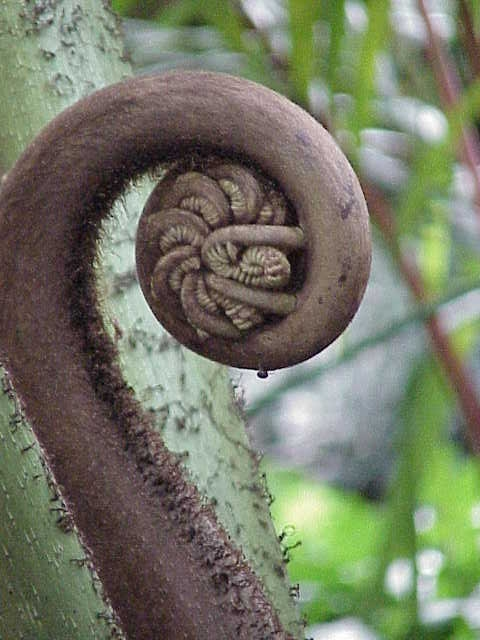
Vernazione circinnata di A. evecta

A. evecta è una felce perenne sempreverde con fronde bipennate molto grandi. Il rizoma a forma di tronco è massiccio e misura fino a 1 m di diametro. Le parti più vecchie del rizoma giacciono sul terreno mentre la crescita più nuova può sollevarsi verticalmente fino a 1,2 m di altezza.
Le fronde arcuate, lucide e verdi, che emergono dalla punta del rizoma, possono raggiungere fino a 9 m di lunghezza e 2,5 m di larghezza, con il picciolo verde carnoso che costituisce 2 m di quella lunghezza.  Si dice che siano le fronde di felce più lunghe del mondo, e nonostante le loro enormi dimensioni non hanno tessuti legnosi di rinforzo nelle fronde per mantenerle erette, ma sono sostenute interamente dalla pressione idraulica della linfa. Ai lati del picciolo, dove la pianta su sviluppa dal rizoma, si trovano stipole piatte, arrotondate, coriacee, a forma di orecchio, che possono misurare fino a 15 cm di diametro.
Le fronde sono bipennate con circa 9-12 paia di pinne che misurano fino a 150 cm dilunghezza e 45 cm di larghezza. Ogni pinna porta circa 30-40 paia di pinnule e sia il rachide principale che le rachille secondarie (nervature centrali) sono pulvinate (gonfie alla base). Gli sporangi sono portati sulla parte inferiore delle pinnule, molto vicino al margine, in gruppi di 5-8 coppie opposte. Le dimensioni complessive di questa felce possono arrivare fino a 7 m in altezza e 16 m di larghezza.

## Distribuzione e habitat
Angiopteris evecta è originaria del Sud-est asiatico e dell'Oceania, dallo Sri Lanka e dal Bangladesh a ovest fino alla Melanesia, Micronesia e alla Polinesia a est, e dal Giappone a nord fino all'Australia settentrionale e orientale a sud. È stata introdotta nella maggior parte dell'Asia tropicale, così come in Madagascar e in alcune parti delle Americhe tropicali. È naturalizzata nelle Hawaii, in Giamaica, in Costa Rica e a Cuba.
La specie cresce nella foresta pluviale su terreni molto ricchi, spesso di origine vulcanica e preferisce un clima molto caldo e umido. Di solito è una pianta del sottobosco nella foresta pluviale ben sviluppata, specialmente lungo le rive dei torrenti in profondi burroni riparati dove c'è un buon drenaggio e un'abbondante fornitura di acqua dolce, ma occasionalmente si trova in situazioni più esposte.

## Usi
I rizomi amidacei vengono mangiati dopo una lunga lavorazione per rimuovere le tossine, utilizzati per profumare l'olio di cocco, per insaporire il riso e per produrre una bevanda inebriante.

## Potenziale invasivo
Quando introdotta in un'area con un clima adatto, A. evecta può creare fitte popolazioniche inibiscono le Specie locale. È considerata una specie invasiva in Costa Rica, Cuba, Giamaica e Hawaii, dove in tutti i casi è sfuggita alle piantagioni nei giardini botanici. È stata introdotta anche in molti paesi tropicali ed è ripetutamente sfuggita alla coltivazione.